# Bryophila vandalusiae
Bryophila vandalusiae is een vlinder uit de familie uilen (Noctuidae). De wetenschappelijke naam is voor het eerst geldig gepubliceerd in 1842 door Duponchel.
De soort komt voor in Europa.